# Араос, Антеро Флорес
Антеро Флорес Араос Эспарса (исп. Ántero Flores-Aráoz Esparza; род. 19 февраля 1942 года, Лима, Перу) — перуанский адвокат и политик, который недолго был премьер-министром Перу в ноябре 2020 года.
Основал партию Порядок, чтобы баллотироваться в президенты на выборах 2016 года. Занял последнее десятое место с 0,4 % голосов.

## Биография
Антеро Флорес Араос родился 19 февраля 1942 года в Лиме, Перу. Он четвёртый внук героя независимости Аргентины и Перу, Франциско Араос де Ламадрида.
Закончил младшую и среднюю школу в Colegio La Salle de Lima. Антеро поступил на факультет права Папского католического университета Перу, но потом перевелся в Университет Сан-Маркос, где закончил факультет права и получил звание адвоката.
Работал преподавателем в Университете Лимы и в Университете Сан Мартин-де-Форрес.

### Политическая карьера
Баллотировался в Конгресс Перу в 1985 году в качестве члена Христианской народной партии, но не был избран. В 1990 году он снова баллотировался в Конгресс Перу от коалиции Fredemo и был избран. В 2004 году был избран президентом Конгресса Республики Перу, единственным оппозиционным президентом Конгресса при президенте Алехандро Толедо. 2 декабря 2006 года Антеро получил пост постоянного представителя Перу при Организации американских государств. С декабря 2007 года он также занимал пост министра обороны Перу.
Флорес Араос занял пост министра обороны Перу 20 декабря 2007 года, заменив Алана Вагнера Тисона, который стал представителем Перу в Международном суде Гааги по делу о морских и сухопутных ограничениях с Чили. Флорес Араос известен как министр обороны при президенте Алане Гарсия во время резни в Багуасо в 2009 году. После массового убийства восставших местных жителей, в результате которого погибли тридцать три человека, он ушел в отставку.
После отставки Мартина Вискарры Флорес Араос был назначен премьер-министром Мануэлем Мерино 11 ноября 2020 года. После того, как Мерино ушел в отставку и был заменен Франсиско Сагасти на посту президента, Сагасти назначил Виолету Бермудес, юриста, заменив Флореса Араоса на посту премьер-министра 18 ноября 2020 года.
Правительство Франсиско Сагасти объявило после отставки Мерино, что генеральный прокурор проведет расследование, несет ли Флорес Араос ответственность за возможные нарушения прав человека.